# 対馬市父娘殺害放火事件
対馬市父娘殺害放火事件（つしましおやこさつがいほうかじけん）とは、長崎県対馬市で発生した殺人・放火事件。

## 事件当事者
受刑者S
本事件の加害者とされた男S・H（以下、「S」と表記）は、逮捕当時38歳で、対馬市美津島町鴨居瀬に住んでいた。Sは鉄工所を経営しており、事件発生の直前には被害者A（後述）から漁船の修理を依頼されていた。
- 捜査段階から殺人と放火の容疑を否認。刑事裁判では無罪を主張するも、死刑を求刑され、一審で無期懲役の判決を受け[2]、控訴するも棄却され[3]、さらに最高裁に上告するも棄却されて無期懲役が確定し、服役中[4]。
- 現在、被害者の遺族からは損害賠償を求める民事訴訟を起こされている[5]。

### 被害者
男性A
- 享年65。被害女性Bの父親であり、生前は漁業を営んでおり、殺害される直前にはSが経営する鉄工所に漁船を預け、エンジンの交換を頼んでいた[6]。

女性B
- 享年32。被害男性Aの次女であり、生前は診療所職員であった。Sとは面識はなかった[7]。

## 事件
以下、裁判所の認定した事実認定による。
2016年12月6日から7日にかけて、男Sは、男性Aから依頼された漁船の修理を巡ってAとトラブルになり、対馬市内のA宅で、Aを鈍器のようなもので殴り殺害。A宅でAの次女であるBも同様に殺害し、ガソリンや灯油をまいてA宅に火をつけ、A宅を全焼させたとされる。